# MediaFLO
MediaFLO ist ein vom amerikanischen Chiphersteller Qualcomm entwickelter Standard zur Übertragung von Fernsehbildern an mobile Endgeräte (Mobiles Fernsehen). Der Begriff MediaFLO ist dabei ein zusammengesetztes Kunstwort aus Media und FLO, wobei FLO die Abkürzung für „Forward Link Only“ ist.

## Technologie
Neben DVB-H und DMB ist MediaFLO eine weitere Technologie zur Multicast-Übertragung von Fernsehbildern und anderen Medieninhalten.
Die maximal mögliche Datenübertragungsrate soll bis zu 11 MBit/s betragen und der Batterieverbrauch der mobilen Endgeräte wesentlich geringer sein als bei den bisherigen Standards (bis zu vier Stunden mit einem Standardakku). Die beim Senderwechsel benötigte Zeit soll sich auf ca. eineinhalb Sekunden verkürzen.

## Einsatz weltweit
Qualcomm hat eine Tochtergesellschaft mit dem Namen MediaFlo gegründet und baut zurzeit in den USA ein Rundfunknetz auf. In den USA setzen Verizon und AT&T auf MediaFlo. In Europa wird MediaFlo von Qualcomm in Zusammenarbeit mit der britischen Firma BSkyB (British Sky Broadcasting) getestet.